# Eamon Rice
Edward „Eamon“ Rice (* 26. April 1873 im County Monaghan, Irland; † 7. November 1937 im County Monaghan) war ein irischer Politiker der Fianna Fáil. Er war von 1938 bis 1954 Teachta Dála (Abgeordnete) im Dáil Éireann, dem Unterhaus des irischen Parlaments (Oireachtas).

## Biografie
Eamon Rice war Lehrer an einer staatlichen Schule und heiratete im September 1914 Bridget Heneghan. Sie hatten vier Kinder. Bei den Wahlen 1932 wurde er als Abgeordneter der Fianna Fáil für den Wahlkreis Monaghan in den Dáil gewählt. Seinen Sitz konnte er bei den Wahlen 1933 und 1937 halten. 1937 starb er. Seine Frau Bridget wurde bei den nachfolgenden Wahlen in den Dáil gewählt.